# 대구광역시경찰청

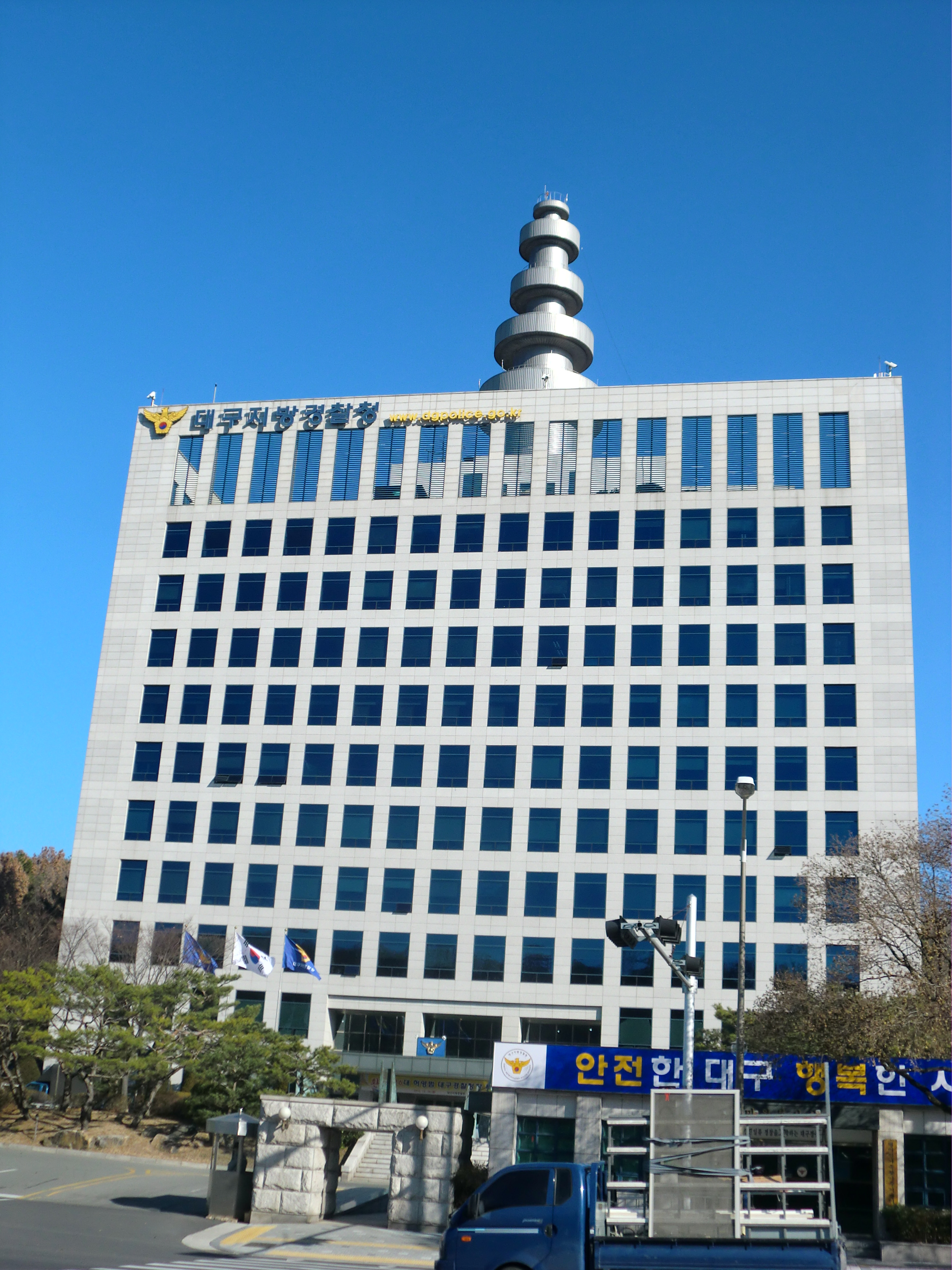
대구경찰청 청사

대구광역시경찰청(大邱廣域市警察廳, Daegu Metropolitan Police Agency)은 대구광역시의 치안에 관한 사무를 관장하는 기관이다. 청장은 치안감으로 보한다. 약칭은 대구경찰청이다.

## 연혁
- 1981년 7월 1일: 대구직할시 승격으로 대구직할시 경찰국 발족(중구 동인동, 5경찰서)
- 1991년 8월 1일: 대구지방경찰청으로 승격
- 1995년 3월 1일: 경상북도 달성군이 대구광역시에 편입되면서 경상북도경찰청 관할 하에 있던 달성경찰서 편입
- 2021년 1월 1일: 자치경찰제 도입에 따라 대구광역시경찰청으로 변경
- 2024년 1월 1일: 경상북도 군위군이 대구광역시에 편입되면서 경상북도경찰청 관할 하에 있던 군위경찰서 편입

## 조직
청장
- 청문감사담당관
- 홍보담당관

| - 경무과 - 경무계 - 기획예산계 - 인사계 - 교육계 - 경리계 - 정보화장비과 - 정보화장비기획계 - 정보통신운영계 - 장비관리계 - 정보과 - 정보1·2·3·4계 - 보안과 - 보안1계 - 보안2계 - 보안수사1·2대 - 외사계 - 국제범죄수사대 |

| - 112종합상황실 - 생활안전과 - 생활안전계 - 생활질서계 - 지하철경찰대 - 여성청소년과 - 여성보호계 - 아동청소년계 - 여성청소년수사계 - 수사과 - 수사1·2계 - 사이버범죄수사대 - 지능범죄수사대 - 수사이의조사팀 - 형사과 - 강력계 - 폭력계 - 과학수사계 - 광역수사대 - 마약수사대 - 경비교통과 - 경비경호계 - 작전의경계 - 교통계 - 교통안전계 - 교통조사계 |

## 산하 경찰관서
| - 대구북부경찰서 (북구) - 대구동부경찰서 (동구) - 대구서부경찰서 (서구) | - 대구수성경찰서 (수성구) - 대구달서경찰서 (달서구) - 대구성서경찰서 (달서구) | - 대구강북경찰서 (북구) - 대구중부경찰서 (중구) - 대구남부경찰서 (남구) | - 대구달성경찰서 (달성군) - 대구군위경찰서 (군위군) |